# Maurane
Claudine Luypaerts, nota come Maurane (Ixelles, 12 novembre 1960 – Schaerbeek, 7 maggio 2018), è stata una cantante e attrice belga.

## Discografia parziale
- 1986 - Danser - HLM
- 1988 - Starmania
- 1989 - Maurane
- 1991 - Ami ou ennemi
- 1994 - Une fille très scène
- 1996 - Différente - Les années Saravah
- 1998 - L'un pour l'autre
- 1999 - Maurane à l'Olympia
- 2000 - Toi du monde
- 2003 - Quand l'humain danse
- 2005 - Un ange passe (HLM trio)
- 2007 - Si aujourd'hui
- 2009 - Nougaro, ou l'esperance en l'homme
- 2014 - Ouvre

## Filmografia
- Cinéma 16 - serie TV, 1 episodio, accreditata come Claude Maurane (1987)
- Le Comptoir, regia di Sophie Tatischeff (1998)
- Palais royal!, regia di Valérie Lemercier (2005)
- La Tête en friche - La testa tra le nuvole (La Tête en friche), regia di Jean Becker (2010)
- Bon rétablissement!, regia di Jean Becker (2014)
- Le Collier rouge, regia di Jean Becker (2018)